# 瑞州街道
瑞州街道，是中华人民共和国江西省宜春市高安市下辖的一个乡镇级行政单位。

## 行政区划
瑞州街道下辖以下地区：
碧落山社区、八角亭社区、迎恩门社区、瑞州社区、凤凰社区、连锦社区、米州社区、西门村、月潭村、赤溪村、港溪村、文昌村、濠溪村和南浦村。